# Loupežník (Šluknovská pahorkatina)
Loupežník (německy Räuberberg) je kopec o nadmořské výšce 476 m, který leží v Mikulášovicích v Ústeckém kraji.

## Charakteristika
Vrch náleží ke geomorfologickému celku Šluknovská pahorkatina, jeho okrsku Šenovská pahorkatina a podokrsku Mikulášovická pahorkatina. Na severu sousedí s Šenovským vrchem (487 m). Geologické podloží tvoří středně zrnitý lužický granodiorit, kterým prostupuje mohutná žíla doleritu a také žíla porfyru. Na svazích vrchu se nachází několik starých doleritových lomů. Půdním pokryvem je převážně modální mesobazická kambizem, méně je zastoupena kambizem modální eutrofní. Na severovýchodním svahu pramení bezejmenný potok napájející Lesní rybník a vedlejší velkošenovské koupaliště, na jižním svahu pramení pravostranný přítok Mikulášovického potoka. Celý vrch tak náleží k povodí Sebnice a Labe a úmoří Severního moře. Západní část Loupežníku má převážně zemědělské využití, východní je zalesněná převážně jehličnatým lesem, ve vrcholové části se nachází les listnatý.

## Galerie

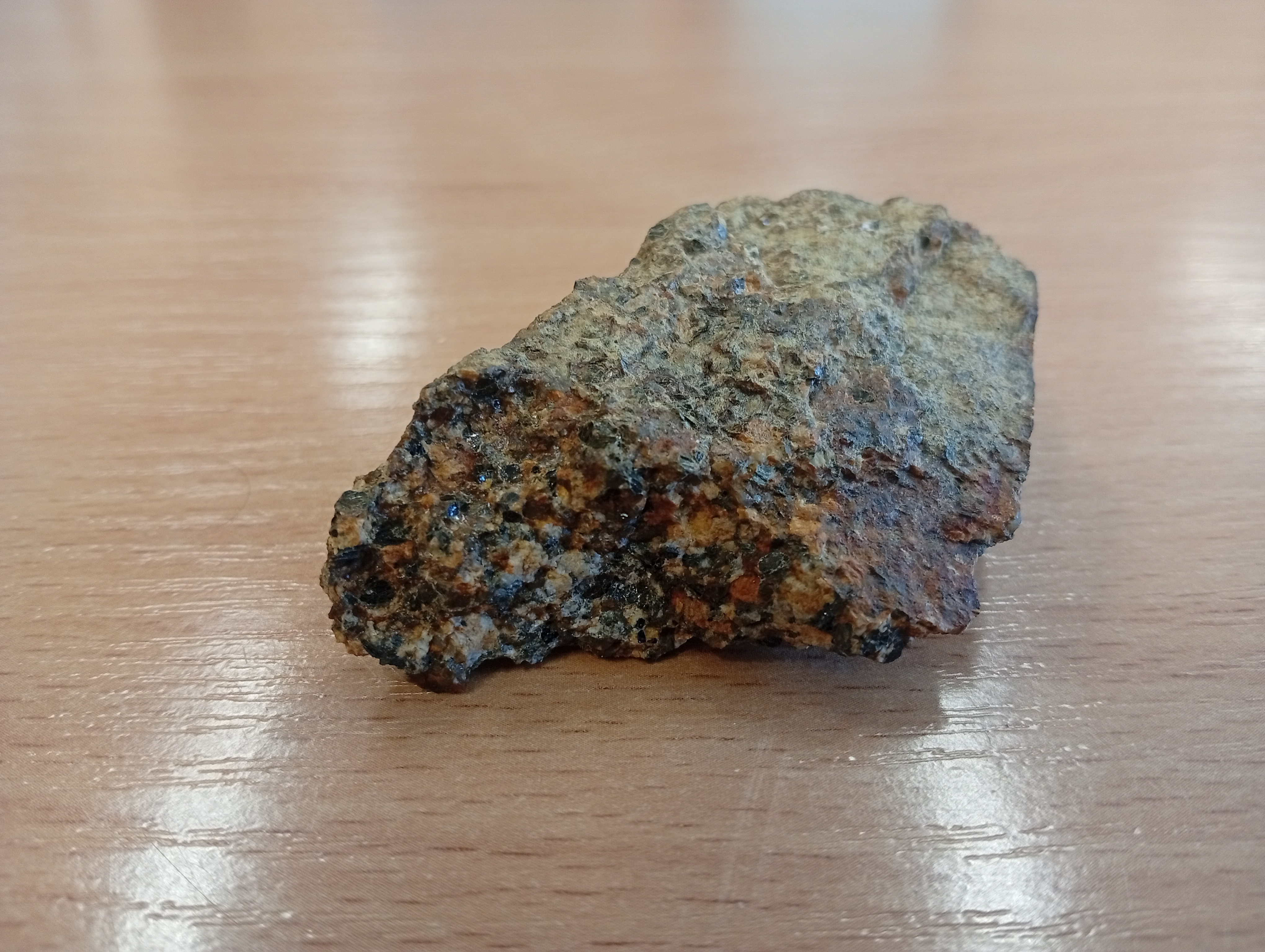
Lužický granodiorit
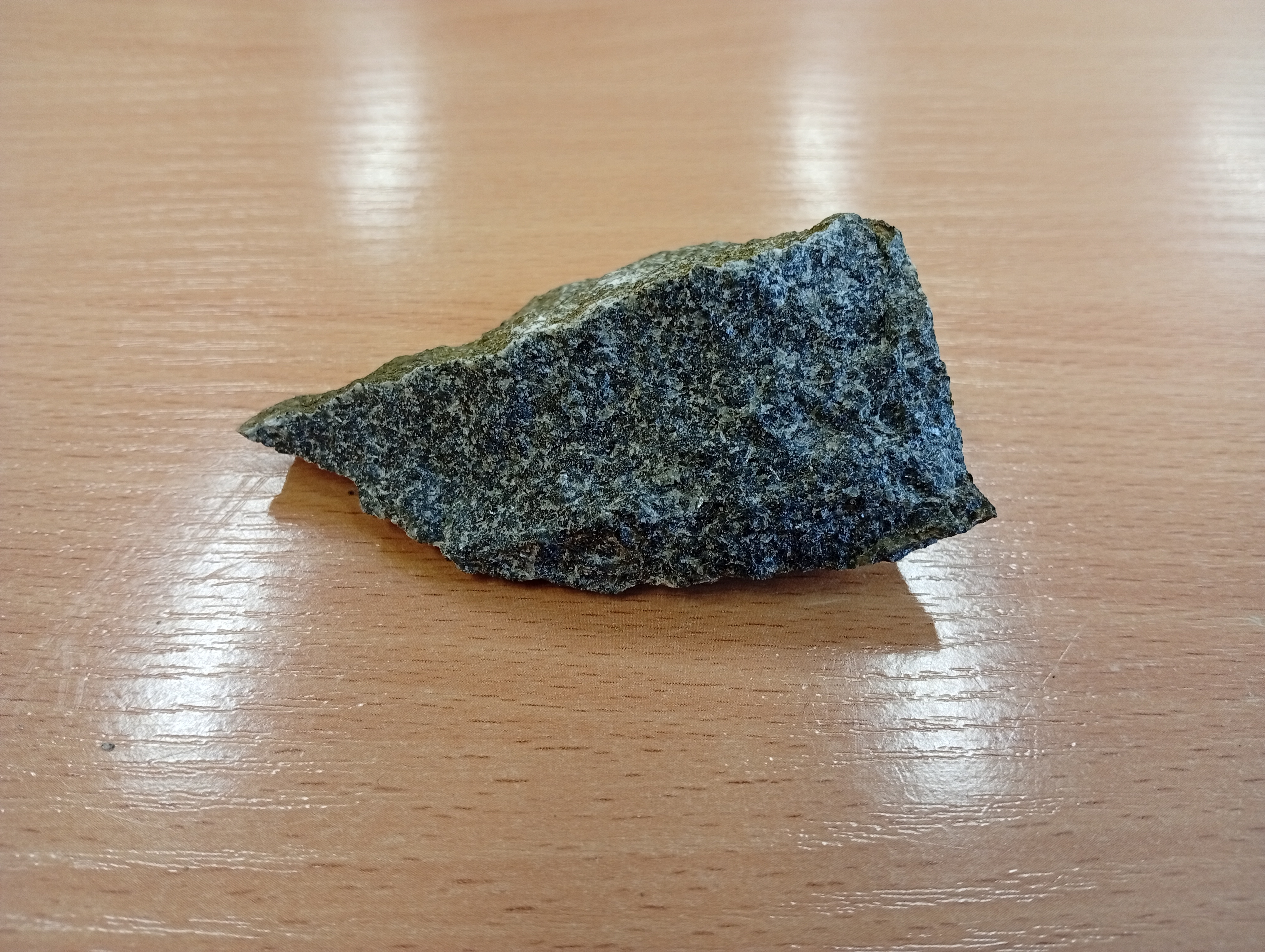
Dolerit
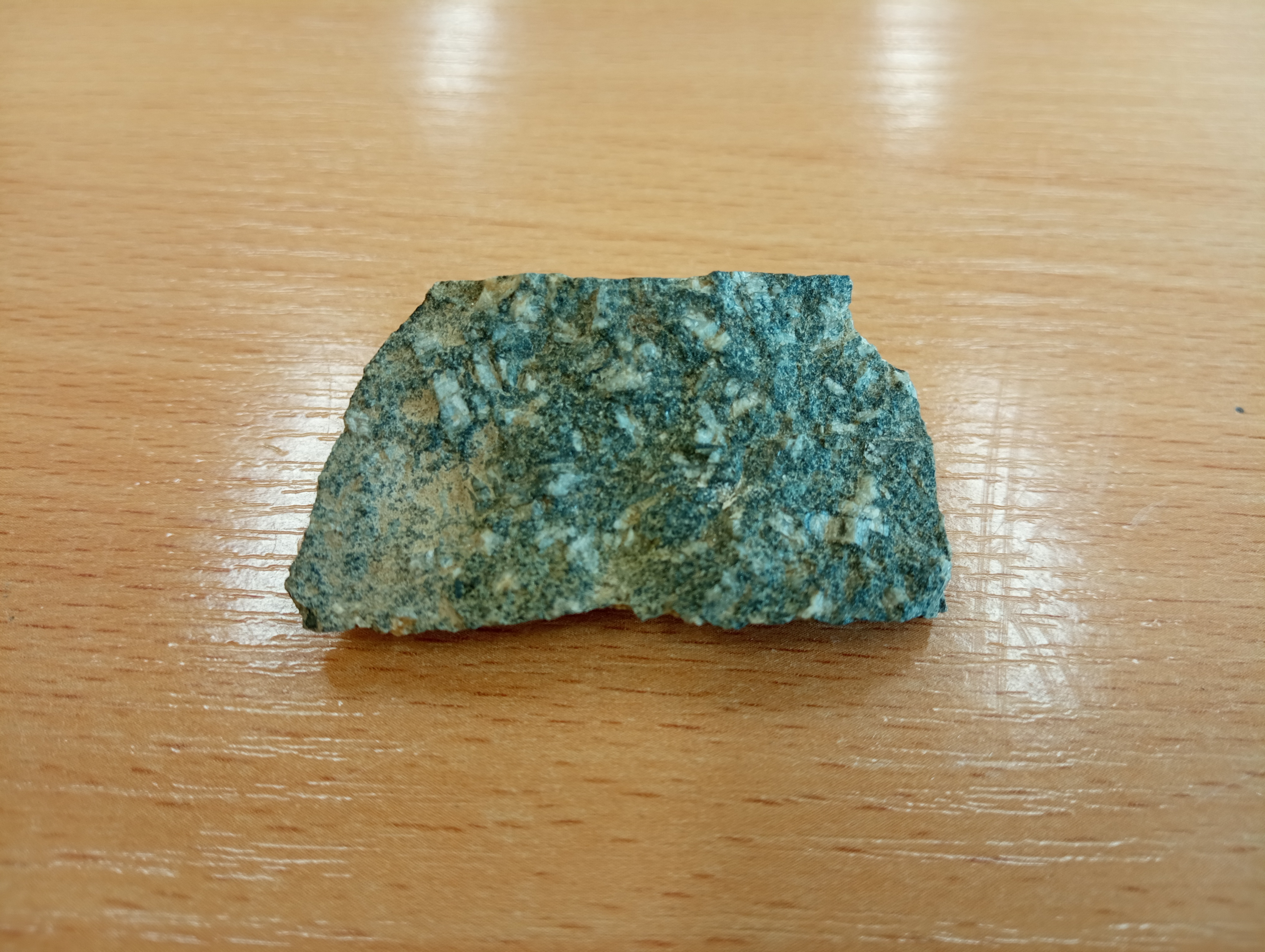
Porfyr
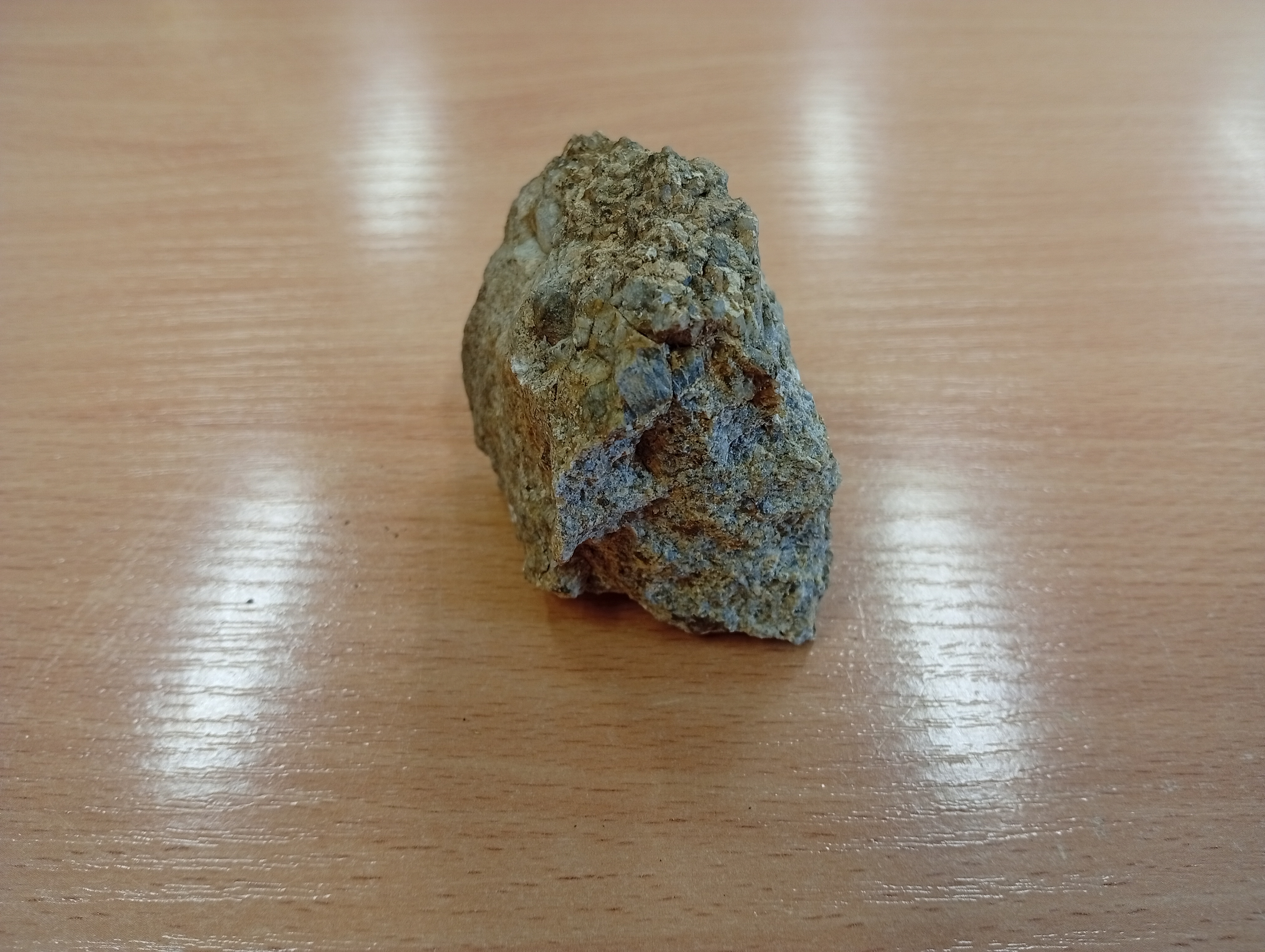
Porfyr s vyrostlicemi křemene
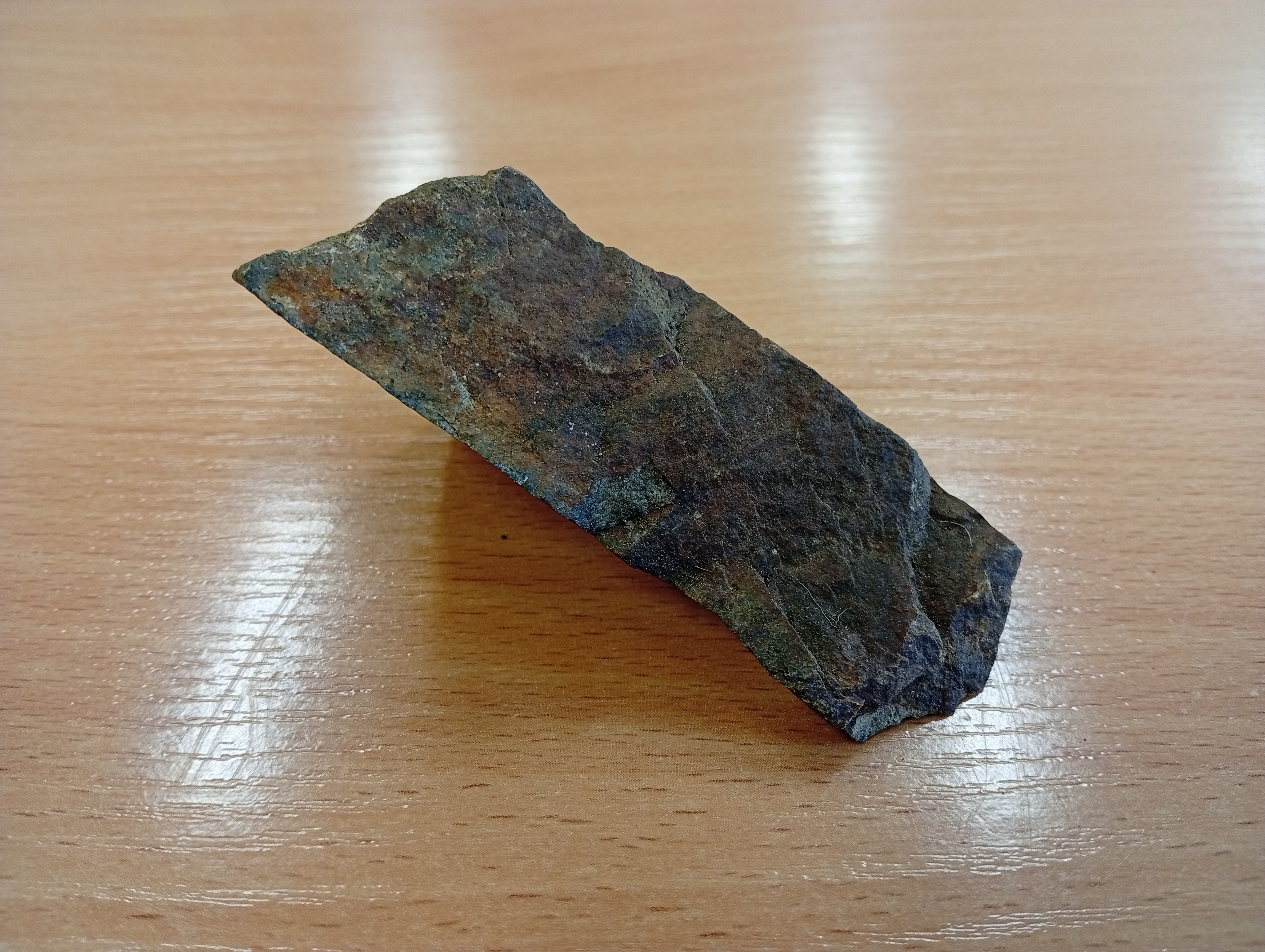
Bazaltoid
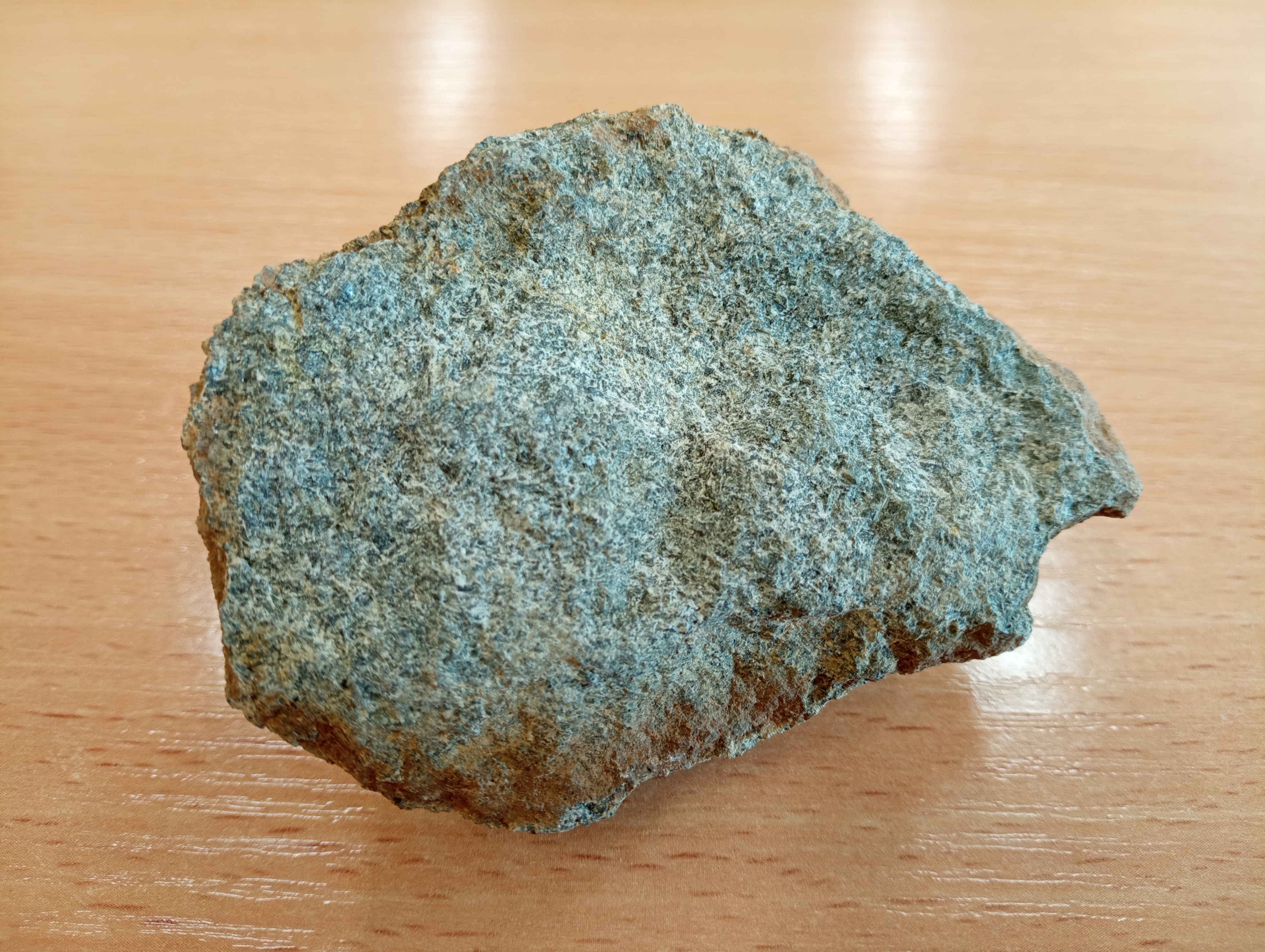
Drobová rula